# Rineke Dijkstra
Rineke Dijkstra (Sittard, 2 giugno 1959) è una fotografa olandese.
Ha studiato alla Rietveld Academie di Amsterdam dal 1981 al 1986.
Dijkstra si concentra sui ritratti singoli, lavorando generalmente a delle serie. I suoi soggetti sono spesso fotografati in piedi, di fronte alla macchina, con uno sfondo minimale.